# Amerikai Pszichiátriai Társaság
Az Amerikai Pszichiátriai Társaság, angolul American Psychiatric Association (APA) a pszichiáterek fő szakmai szervezete az Amerikai Egyesült Államokban, és a legnagyobb pszichiátriai szervezet a világon. 1844-ben alapították Amerikai Őrültintézmények Orvostanfelügyelőinek Társasága (Association of Medical Superintendents of American Institutions for the Insane) néven. Több mint 37 000 tagja van, akik pszichiátriai gyakorlatban, kutatásban és tudományos életben vesznek részt, és több mint 100 országban tevékenykedve az általuk gondozott betegek sokféleségét képviselik. Az egyesület különféle folyóiratokat és brosúrákat ad ki, valamint a Diagnostic and Statistical Manual of Mental Disorders (DSM, Mentális zavarok diagnosztikai és statisztikai kézikönyve). A DSM a pszichiátriai állapotokat kodifikálja, és leginkább az Egyesült Államokban használják útmutatóként a mentális zavarok diagnosztizálására.
A szervezet székhelye Washington.